# Pangani Magharibi
Pangani Magharibi è una circoscrizione urbana (urban ward) della Tanzania situata nel distretto di Pangani, regione di Tanga. Conta una popolazione di 6 262 abitanti (censimento 2012).